# Phoxiphilyra robusta
Phoxiphilyra robusta is een zeespin uit de familie Phoxichilidiidae. De soort behoort tot het geslacht Phoxiphilyra. Phoxiphilyra robusta werd in 1961 voor het eerst wetenschappelijk beschreven door Losina-Losinsky. 